# SimCity 64
SimCity 64 (シムシティー64, shimushitī-rokuyon) é um jogo eletrônico de construção de cidade desenvolvido pela HAL Laboratory e publicado pela Nintendo para o Nintendo 64DD. O jogo e o periférico foram lançados somente no Japão.

## Jogabilidade
SimCity 64 pode ter sido planejado como uma sequência do lançamento da versão de SimCity original do Super Nintendo Entertainment System (SNES) de 1991, dado que vários elementos da versão SNES são encontrados em SimCity 64, incluindo "Dr. Wright" (em homenagem a Will Wright), o conselheiro da cidade. Embora a jogabilidade geral em SimCity 64 seja muito parecida com SimCity 2000, as texturas gráficas do jogo e os conjuntos de blocos de construção são consideravelmente diferentes, e o jogo elimina os edifícios e canos de água, deixando apenas as usinas e linhas de energia. No entanto, o jogo possui vários recursos avançados que não foram vistos em SimCity 2000 ou mesmo em SimCity 3000: a capacidade de ver a cidade à noite (disponível somente a partir de SimCity 4), de explorar a cidade a pé com pedestres ou veículos. As cidades do jogo também são apresentadas em gráficos híbridos 3D. A encarnação 64DD do jogo SimCopter, que foi inicialmente planejada como um título prórpio, foi posteriormente integrado ao SimCity 64.

## Desenvolvimento
SimCity 64 foi desenvolvido pela HAL Laboratory e publicado pela Nintendo. A notícia de que estava sendo desenvolvido vazou para a imprensa em meados de 1997. O produtor Shigeru Miyamoto esteve envolvido na edição do jogo. SimCity 64 foi originalmente planejado para ser lançado como um jogo de lançamento para o periférico. Depois de vários atrasos do 64DD, SimCity 64 teve uma versão jogável na Nintendo Space World em 1999. O jogo é consideravelmente obscuro, devido ao seu lançamento apenas no Japão e por rodar apenas na plataforma  mal sucedida 64DD.

## Recepção
Os quatro revisores da revista japonesa Famitsu concederam a SimCity 64 pontuações de 8, 8, 8 e 7 para um total de 31 de 40 pontos. IGN, no entanto, deu ao jogo uma nota aceitável de 6 de 10.